# 巴塔拉
巴塔拉（Batala），是印度旁遮普邦Gurdaspur县的一个城镇。总人口126646（2001年）。

## 人口
该地2001年总人口126646人，其中男性67026人，女性59620人；0—6岁人口14272人，其中男8109人，女6163人；识字率71.80%，其中男性为74.59%，女性为68.67%。